# 宗良親王
宗良親王（むねよししんのう/むねながしんのう）は、鎌倉時代後期から南北朝時代にかけての皇族。後醍醐天皇の皇子。母は二条為子。一品中務卿。天台座主。南朝の征夷大将軍もしくは征東将軍。同母兄弟に尊良親王、異母兄弟に護良親王、懐良親王、義良親王（後村上天皇）など。

信濃の宮、大草の宮、幸坂の宮（庇護者となった香坂氏に由来）と呼ばれ、法名は尊澄法親王。二条派の代表的歌人で南朝歌壇の中心でもあり、准勅撰和歌集『新葉和歌集』の撰者となった他、私歌集に『李花集』がある。

## 生涯

### 建武の新政まで
歌道の家であった二条家出身の母から生まれたことにより、幼い頃から和歌に親しんでいた。
生年は応長元年（1311年）。かつて、石田吉貞が頓阿『草庵集』『公卿補任』『新葉和歌集』序などの記述を組み合わせて、正和元年（1312年）とする説を唱えていた。しかし、平田俊春が教王護国寺本『天台座主記』に元徳2年（1330年）の座主補任時に数え20歳とあるのを発見して、逆算して応長元年（1311年）であることを示した。
妙法院に入り正中2年（1325年）、妙法院門跡を継承。続いて元徳2年（1330年）には天台座主に任じられるも、元弘の変により捕らえられ讃岐国に流罪となる。

### 大河原時代
父後醍醐の鎌倉幕府倒幕が成功し、建武の新政が開始されると再び天台座主となるが、建武の新政が崩壊し、南北朝の対立が本格化すると還俗して宗良を名乗り、大和国吉野（奈良県）の南朝方として活躍をするようになる。

延元3年/暦応元年（1338年）には、義良親王とともに北畠親房に奉じられて伊勢国大湊（三重県伊勢市）より陸奥国府（陸奥国霊山（現・福島県伊達市））へ渡ろうとするが、座礁により遠江国（静岡県西部）に漂着し、井伊谷の豪族井伊行直のもとに身を寄せる。
興国元年/暦応3年（1340年）に足利方の高師泰・仁木義長らに攻められて井伊谷城が落城した後、越後国（新潟県）の寺泊（現・新潟県長岡市）や、越中国（富山県）の放生津（現・富山県射水市）などに滞在した後、興国5年/康永3年（1344年）に信濃国（長野県）伊那郡の豪族香坂高宗（滋野氏支流望月氏の一族）に招かれ、大河原（現・長野県大鹿村）に入った。

宗良親王はこの地を文中2年/応安6年（1373年）までの約三十年間にわたり拠点とし、「信濃宮」と呼ばれるようになる。その間に上野国や武蔵国にも出陣し、駿河国（静岡県）や甲斐国（山梨県）にも足を運んだことが『新葉和歌集』や私家集である『李花集』の内容から判明している。
拠点となった大河原は伊那谷に属し、南に下れば井伊谷（井伊氏）から東海地方へ、北上すると長谷（後述する終焉の地の一つ）を経由して諏訪（諏訪氏）や関東へと通じる位置にあり、別名「南朝の道」とも呼ばれる後の秋葉街道の中心に位置していた。そのため、劣勢が続く南朝方にとっては最重要拠点となり、各地で破れた南朝方の武士達（新田一門など）が逃げ込む事も多かった。
正平6年/観応2年（1351年）に足利尊氏が一時的に南朝に降伏した正平一統の際には、新田義興や新田義宗とともに鎌倉を占領する。

翌正平7年/文和元年（1352年）には後村上天皇から征夷大将軍に任じられたが、武蔵野合戦に敗れたことで、結局鎌倉を占領し続けることはできず、越後で再起を図るも振るわず、ふたたび大河原の地に戻る。同年、北畠顕能、楠木正儀ら南朝勢が入京し、北朝の光厳上皇らを監視下に置くと、後村上天皇の帰京を支援するため信濃の宮方勢力を結集し出立しようとしたが（『太平記』）、足利義詮が京都を回復し、実現しなかった。

正平10年/文和4年（1355年）諏訪氏（諏訪直頼）や諏訪神党・仁科氏などを結集し、北朝方の信濃守護小笠原長基と桔梗ヶ原で決戦に及ぶが敗れて、有力氏族の離反により南朝の勢力は大幅に低下してしまう。
なお、桔梗ヶ原の戦いに関しては、諏訪大社権祝の家系である矢島氏の「矢島文書」など極少数の資料にしか記述がなく、確定された事実ではない。ただ、当時の基本資料である園太暦には「信濃での戦乱」に関する記述があり、この時期に「都にまで伝わるぐらいの規模の戦い（または戦乱）」があった事は確実とされる。またその後の南朝方（直義派を含む）の活動が停滞・沈静化するなどの傍証から、その戦いが南朝方の敗北であったこともほぼ確実とされている。
大河原の地でなおも信濃の宮方勢力再建を図ったと思われるが、正平24年/応安2年（1369年）には信濃守護を兼ねる関東管領上杉朝房の攻撃を受け、文中3年/応安7年（1374年）、ついに頽勢を挽回できぬまま36年ぶりに吉野に戻った。

### 吉野帰還後
大河原を去る頃から南朝側歌人の和歌を集めた和歌集の編集を開始していたが、再び出家している。編集していた和歌集は当初は私的なものであったが、長慶天皇が勅撰集に准ずるように命じ、弘和元年/永徳元年（1381年）に『新葉和歌集』として完成した。

### 晩年

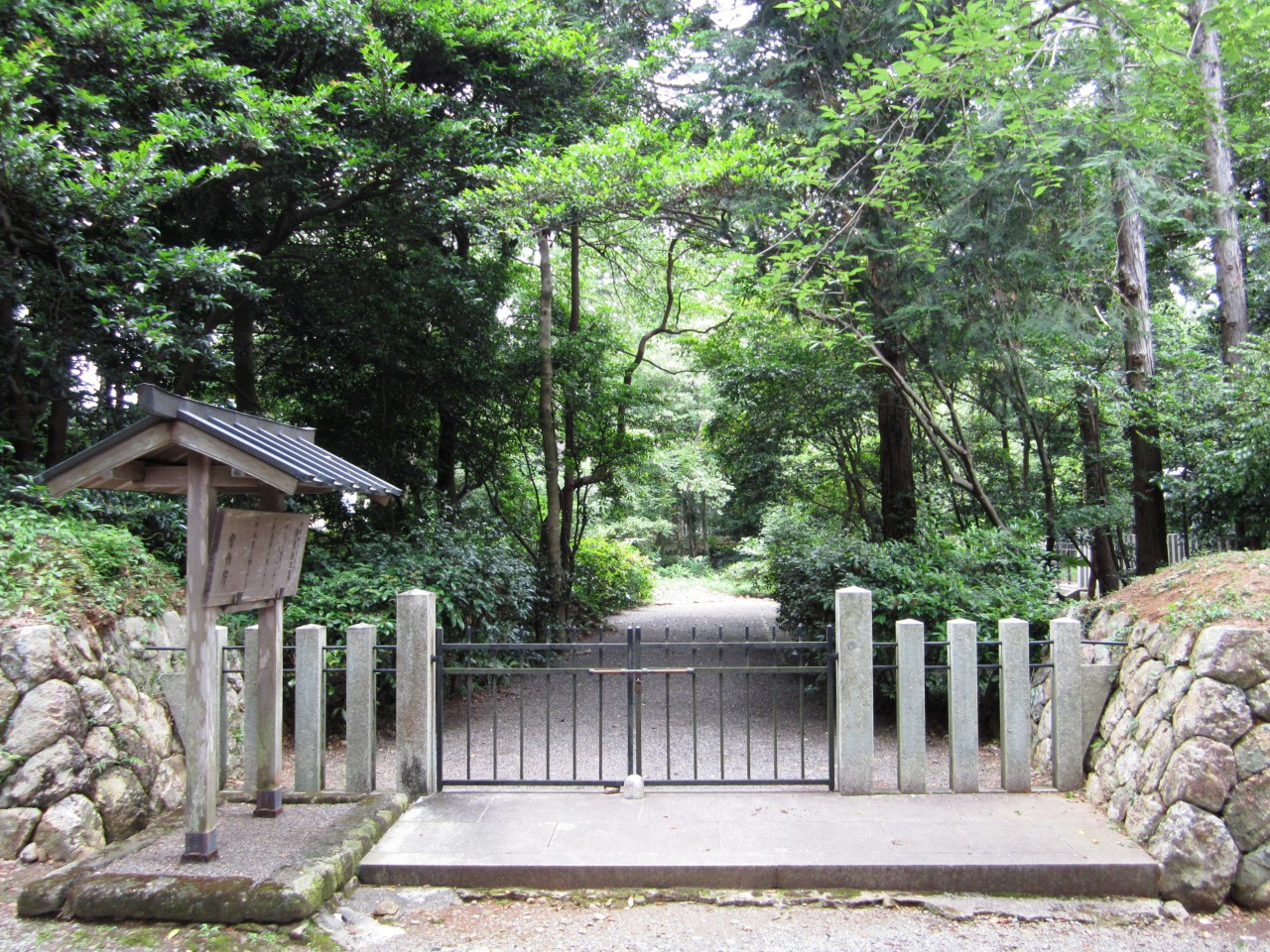
静岡県浜松市浜名区引佐町井伊谷の宗良親王墓

晩年については、『新葉和歌集』の選集がほぼ終わったと思われる天授4年/永和4年（1378年）に大河原に一度戻った事が判明しているが、弘和元年/永徳元年（1381年）に吉野に戻って『新葉和歌集』を長慶天皇に奉覧して以後は、確たる記録が残されていない。
終焉場所については、天文19年（1550年）に作成された京都醍醐寺所蔵の「大草の宮の御哥」と題された古文書の記述から、長らく拠点であった信濃国大河原で薨去したとする説が有力とされている（東京大学史料編纂所が醍醐寺文書から抜粋した「三宝院文書」）。一方、『南朝紹運録』や『南山巡狩録』では、元中2年/至徳2年（1385年）8月10日に遠江国井伊城で薨去したと記されている。
また昭和15年（1940年）に長野県上伊那郡美和村大字溝口（現・伊那市長谷溝口）の常福寺にある宗良親王尊像の胎内から発見された文書「常福寺文書」から、元中2年/至徳2年（1385年）8月に大河原から諏訪の大祝氏の許へ向かう途中で賊（北朝方の地侍など）に襲われ薨去したとする入野谷郷（現・伊那市長谷市野瀬）説がある。入野谷では明治の中頃に十六弁菊花の紋章と宗良親王の法名である尊澄法親王の文字が刻まれた無縫塔が発見されており、胎内文書はその由来を示唆するものではあるが、文書自体は後世のもので、かつてこの地にあった天台宗の古刹大徳王寺の住職尊仁が元中8年（1391年）に記したものを江戸時代に伝写したものという。
その他に浪合説、河内山田説、美濃国坂下（現・岐阜県中津川市坂下）説、さらには越後や越中で薨去したとの諸説がある。
柳原紀光の『続史愚抄』には、南朝紹運録や入野谷説と同じ元中2年/至徳2年（1385年）8月に没したと記されており、花山院長親の『耕雲百首』にある「故信州大王」との記述から、元中6年/康応元年（1389年）以前に没したことがわかる。
明治6年（1873年）、政府は静岡県の井伊谷宮の墳墓を宗良親王の陵墓と定めた。長野県大鹿村大河原釜沢にある宝篋印塔も宗良親王の墓と伝えられており、また美濃国恵那郡高山（現・岐阜県中津川市）にも墓がある。

## 後胤
宗良親王の皇子としては、越後の根知盛継や仁科氏に擁された明光宮（「式部卿親王（恒明親王）御息明光宮」や「式部卿親王大塔宮之皇子明光宮」とする資料もあり詳細は不明）。と、名称不明で信濃国にて病死した王子がいたとされる。

### 尹良親王について
尹良親王は、宗良親王が井伊谷滞在中に井伊道政の女重子（駿河姫）との間に生まれたと伝えられる（『纂輯御系図』『浪合記』『井伊家系図』）。歴史学の立場からは実在を疑問視する意見が多く、あくまで江戸時代に記された軍記物語の中での存在であると考えられる。『浪合記』などによれば、南朝方として父の後を継いで各地を転戦、源氏姓を賜る（後醍醐源氏の祖）と共に征夷大将軍に任じられたと伝えられる。その末裔を称する大橋氏が、北畠顕家を奉る霊山神社(社格:明治天皇選定による別格官幣社:建武中興十五社の1つ)の氏子総代となっている。
尹良親王伝説は、足利直義が知久祐超の娘あるいは妹を妾とし産んだ「之義」の伝説が元にあるとされる。しかし、『続本朝通鑑』に引用されている『信濃郷談』によれば、足利之義の伝説は信用に足らず、「則之良蓋宗良子乎（之良＝之義は宗良親王の子か）」としているため、厳密には、初めに宗良親王の子の伝承があり、それと『鎌倉大草子』に記される「弘和年間に浪合で戦死した南朝某宮」が知久氏によって足利之義の伝承へと変化（この場合之義の戦死は応永3年3月24日（1396年5月2日）とされる）し、最終的に尹良親王伝説になったと考えられている。『寛政重修諸家譜』には「『寛永諸家系図伝』には祐超は室町将軍から錦の母衣を賜ったとあるが、今の呈譜には南朝の尹良親王から賜ったとある」とあり、祐超の娘は之義の母とある。

## 系図
| 【持明院統】 〔北朝〕           | 【持明院統】 〔北朝〕           | 【持明院統】 〔北朝〕           | 【持明院統】 〔北朝〕           | 【持明院統】 〔北朝〕           | 【持明院統】 〔北朝〕           |  |  |                       |                       |                       |                       |                       |                       |  |  |                    |                    |                    |                    |                    |                    |  |  |  |  |  |  |  |  |                       |                       |                       |                       |                       |                       |  |  | 【大覚寺統】 〔南朝〕   | 【大覚寺統】 〔南朝〕   | 【大覚寺統】 〔南朝〕   | 【大覚寺統】 〔南朝〕   | 【大覚寺統】 〔南朝〕   | 【大覚寺統】 〔南朝〕   |  |  |                         |                         |                         |                         |                         |                         |  |  |  |  |  |  |  |  |  |  |  |  |  |  |  |  |  |  |  |  |  |  |  |  |
| 【持明院統】 〔北朝〕           | 【持明院統】 〔北朝〕           | 【持明院統】 〔北朝〕           | 【持明院統】 〔北朝〕           | 【持明院統】 〔北朝〕           | 【持明院統】 〔北朝〕           |  |  |                       |                       |                       |                       |                       |                       |  |  |                    |                    |                    |                    |                    |                    |  |  |  |  |  |  |  |  |                       |                       |                       |                       |                       |                       |  |  | 【大覚寺統】 〔南朝〕   | 【大覚寺統】 〔南朝〕   | 【大覚寺統】 〔南朝〕   | 【大覚寺統】 〔南朝〕   | 【大覚寺統】 〔南朝〕   | 【大覚寺統】 〔南朝〕   |  |  |                         |                         |                         |                         |                         |                         |  |  |  |  |  |  |  |  |  |  |  |  |  |  |  |  |  |  |  |  |  |  |  |  |
|                                 |                                 |                                 |                                 |                                 |                                 |  |  |                       |                       |                       |                       |                       |                       |  |  |                    |                    |                    |                    |                    |                    |  |  |  |  |  |  |  |  |                       |                       |                       |                       |                       |                       |  |  | 96 後醍醐天皇           |                         |                         |                         |                         |                         |  |  |                         |                         |                         |                         |                         |                         |  |  |  |  |  |  |  |  |  |  |  |  |  |  |  |  |  |  |  |  |  |  |  |  |
|                                 |                                 |                                 |                                 |                                 |                                 |  |  |                       |                       |                       |                       |                       |                       |  |  |                    |                    |                    |                    |                    |                    |  |  |  |  |  |  |  |  |                       |                       |                       |                       |                       |                       |  |  |                         |                         |                         |                         |                         |                         |  |  |                         |                         |                         |                         |                         |                         |  |  |  |  |  |  |  |  |  |  |  |  |  |  |  |  |  |  |  |  |  |  |  |  |
|                                 |                                 |                                 |                                 |                                 |                                 |  |  |                       |                       |                       |                       |                       |                       |  |  |                    |                    |                    |                    |                    |                    |  |  |  |  |  |  |  |  |                       |                       |                       |                       |                       |                       |  |  |                         |                         |                         |                         |                         |                         |  |  |                         |                         |                         |                         |                         |                         |  |  |  |  |  |  |  |  |  |  |  |  |  |  |  |  |  |  |  |  |  |  |  |  |
| 光厳天皇 北1                    | 光厳天皇 北1                    | 光厳天皇 北1                    | 光厳天皇 北1                    | 光厳天皇 北1                    | 光厳天皇 北1                    |  |  | 光明天皇 北2          | 光明天皇 北2          | 光明天皇 北2          | 光明天皇 北2          | 光明天皇 北2          | 光明天皇 北2          |  |  |                    |                    |                    |                    |                    |                    |  |  |  |  |  |  |  |  |                       |                       |                       |                       |                       |                       |  |  | 97 後村上天皇           | 97 後村上天皇           | 97 後村上天皇           | 97 後村上天皇           | 97 後村上天皇           | 97 後村上天皇           |  |  |                         |                         |                         |                         |                         |                         |  |  |  |  |  |  |  |  |  |  |  |  |  |  |  |  |  |  |  |  |  |  |  |  |
| 光厳天皇 北1                    | 光厳天皇 北1                    | 光厳天皇 北1                    | 光厳天皇 北1                    | 光厳天皇 北1                    | 光厳天皇 北1                    |  |  | 光明天皇 北2          | 光明天皇 北2          | 光明天皇 北2          | 光明天皇 北2          | 光明天皇 北2          | 光明天皇 北2          |  |  |                    |                    |                    |                    |                    |                    |  |  |  |  |  |  |  |  |                       |                       |                       |                       |                       |                       |  |  | 97 後村上天皇           | 97 後村上天皇           | 97 後村上天皇           | 97 後村上天皇           | 97 後村上天皇           | 97 後村上天皇           |  |  |                         |                         |                         |                         |                         |                         |  |  |  |  |  |  |  |  |  |  |  |  |  |  |  |  |  |  |  |  |  |  |  |  |
|                                 |                                 |                                 |                                 |                                 |                                 |  |  |                       |                       |                       |                       |                       |                       |  |  |                    |                    |                    |                    |                    |                    |  |  |  |  |  |  |  |  |                       |                       |                       |                       |                       |                       |  |  |                         |                         |                         |                         |                         |                         |  |  |                         |                         |                         |                         |                         |                         |  |  |  |  |  |  |  |  |  |  |  |  |  |  |  |  |  |  |  |  |  |  |  |  |
| 崇光天皇 北3                    | 崇光天皇 北3                    | 崇光天皇 北3                    | 崇光天皇 北3                    | 崇光天皇 北3                    | 崇光天皇 北3                    |  |  |                       |                       |                       |                       |                       |                       |  |  | 後光厳天皇 北4     | 後光厳天皇 北4     | 後光厳天皇 北4     | 後光厳天皇 北4     | 後光厳天皇 北4     | 後光厳天皇 北4     |  |  |  |  |  |  |  |  | 98 長慶天皇           | 98 長慶天皇           | 98 長慶天皇           | 98 長慶天皇           | 98 長慶天皇           | 98 長慶天皇           |  |  | 99 後亀山天皇           | 99 後亀山天皇           | 99 後亀山天皇           | 99 後亀山天皇           | 99 後亀山天皇           | 99 後亀山天皇           |  |  | 惟成親王 〔護聖院宮家〕 | 惟成親王 〔護聖院宮家〕 | 惟成親王 〔護聖院宮家〕 | 惟成親王 〔護聖院宮家〕 | 惟成親王 〔護聖院宮家〕 | 惟成親王 〔護聖院宮家〕 |  |  |  |  |  |  |  |  |  |  |  |  |  |  |  |  |  |  |  |  |  |  |  |  |
| 崇光天皇 北3                    | 崇光天皇 北3                    | 崇光天皇 北3                    | 崇光天皇 北3                    | 崇光天皇 北3                    | 崇光天皇 北3                    |  |  |                       |                       |                       |                       |                       |                       |  |  | 後光厳天皇 北4     | 後光厳天皇 北4     | 後光厳天皇 北4     | 後光厳天皇 北4     | 後光厳天皇 北4     | 後光厳天皇 北4     |  |  |  |  |  |  |  |  | 98 長慶天皇           | 98 長慶天皇           | 98 長慶天皇           | 98 長慶天皇           | 98 長慶天皇           | 98 長慶天皇           |  |  | 99 後亀山天皇           | 99 後亀山天皇           | 99 後亀山天皇           | 99 後亀山天皇           | 99 後亀山天皇           | 99 後亀山天皇           |  |  | 惟成親王 〔護聖院宮家〕 | 惟成親王 〔護聖院宮家〕 | 惟成親王 〔護聖院宮家〕 | 惟成親王 〔護聖院宮家〕 | 惟成親王 〔護聖院宮家〕 | 惟成親王 〔護聖院宮家〕 |  |  |  |  |  |  |  |  |  |  |  |  |  |  |  |  |  |  |  |  |  |  |  |  |
| (伏見宮)栄仁親王 （初代伏見宮） | (伏見宮)栄仁親王 （初代伏見宮） | (伏見宮)栄仁親王 （初代伏見宮） | (伏見宮)栄仁親王 （初代伏見宮） | (伏見宮)栄仁親王 （初代伏見宮） | (伏見宮)栄仁親王 （初代伏見宮） |  |  |                       |                       |                       |                       |                       |                       |  |  | 後円融天皇 北5     | 後円融天皇 北5     | 後円融天皇 北5     | 後円融天皇 北5     | 後円融天皇 北5     | 後円融天皇 北5     |  |  |  |  |  |  |  |  | （不詳） 〔玉川宮家〕 | （不詳） 〔玉川宮家〕 | （不詳） 〔玉川宮家〕 | （不詳） 〔玉川宮家〕 | （不詳） 〔玉川宮家〕 | （不詳） 〔玉川宮家〕 |  |  | 小倉宮恒敦 〔小倉宮家〕 | 小倉宮恒敦 〔小倉宮家〕 | 小倉宮恒敦 〔小倉宮家〕 | 小倉宮恒敦 〔小倉宮家〕 | 小倉宮恒敦 〔小倉宮家〕 | 小倉宮恒敦 〔小倉宮家〕 |  |  |                         |                         |                         |                         |                         |                         |  |  |  |  |  |  |  |  |  |  |  |  |  |  |  |  |  |  |  |  |  |  |  |  |
| (伏見宮)栄仁親王 （初代伏見宮） | (伏見宮)栄仁親王 （初代伏見宮） | (伏見宮)栄仁親王 （初代伏見宮） | (伏見宮)栄仁親王 （初代伏見宮） | (伏見宮)栄仁親王 （初代伏見宮） | (伏見宮)栄仁親王 （初代伏見宮） |  |  |                       |                       |                       |                       |                       |                       |  |  | 後円融天皇 北5     | 後円融天皇 北5     | 後円融天皇 北5     | 後円融天皇 北5     | 後円融天皇 北5     | 後円融天皇 北5     |  |  |  |  |  |  |  |  | （不詳） 〔玉川宮家〕 | （不詳） 〔玉川宮家〕 | （不詳） 〔玉川宮家〕 | （不詳） 〔玉川宮家〕 | （不詳） 〔玉川宮家〕 | （不詳） 〔玉川宮家〕 |  |  | 小倉宮恒敦 〔小倉宮家〕 | 小倉宮恒敦 〔小倉宮家〕 | 小倉宮恒敦 〔小倉宮家〕 | 小倉宮恒敦 〔小倉宮家〕 | 小倉宮恒敦 〔小倉宮家〕 | 小倉宮恒敦 〔小倉宮家〕 |  |  |                         |                         |                         |                         |                         |                         |  |  |  |  |  |  |  |  |  |  |  |  |  |  |  |  |  |  |  |  |  |  |  |  |
| (伏見宮)貞成親王 （後崇光院）   | (伏見宮)貞成親王 （後崇光院）   | (伏見宮)貞成親王 （後崇光院）   | (伏見宮)貞成親王 （後崇光院）   | (伏見宮)貞成親王 （後崇光院）   | (伏見宮)貞成親王 （後崇光院）   |  |  |                       |                       |                       |                       |                       |                       |  |  | 100 後小松天皇 北6 | 100 後小松天皇 北6 | 100 後小松天皇 北6 | 100 後小松天皇 北6 | 100 後小松天皇 北6 | 100 後小松天皇 北6 |  |  |  |  |  |  |  |  |                       |                       |                       |                       |                       |                       |  |  |                         |                         |                         |                         |                         |                         |  |  |                         |                         |                         |                         |                         |                         |  |  |  |  |  |  |  |  |  |  |  |  |  |  |  |  |  |  |  |  |  |  |  |  |
| (伏見宮)貞成親王 （後崇光院）   | (伏見宮)貞成親王 （後崇光院）   | (伏見宮)貞成親王 （後崇光院）   | (伏見宮)貞成親王 （後崇光院）   | (伏見宮)貞成親王 （後崇光院）   | (伏見宮)貞成親王 （後崇光院）   |  |  |                       |                       |                       |                       |                       |                       |  |  | 100 後小松天皇 北6 | 100 後小松天皇 北6 | 100 後小松天皇 北6 | 100 後小松天皇 北6 | 100 後小松天皇 北6 | 100 後小松天皇 北6 |  |  |  |  |  |  |  |  |                       |                       |                       |                       |                       |                       |  |  |                         |                         |                         |                         |                         |                         |  |  |                         |                         |                         |                         |                         |                         |  |  |  |  |  |  |  |  |  |  |  |  |  |  |  |  |  |  |  |  |  |  |  |  |
|                                 |                                 |                                 |                                 |                                 |                                 |  |  |                       |                       |                       |                       |                       |                       |  |  |                    |                    |                    |                    |                    |                    |  |  |  |  |  |  |  |  |                       |                       |                       |                       |                       |                       |  |  |                         |                         |                         |                         |                         |                         |  |  |                         |                         |                         |                         |                         |                         |  |  |  |  |  |  |  |  |  |  |  |  |  |  |  |  |  |  |  |  |  |  |  |  |
| 102 後花園天皇                  | 102 後花園天皇                  | 102 後花園天皇                  | 102 後花園天皇                  | 102 後花園天皇                  | 102 後花園天皇                  |  |  | 貞常親王 〔伏見宮家〕 | 貞常親王 〔伏見宮家〕 | 貞常親王 〔伏見宮家〕 | 貞常親王 〔伏見宮家〕 | 貞常親王 〔伏見宮家〕 | 貞常親王 〔伏見宮家〕 |  |  | 101 称光天皇       | 101 称光天皇       | 101 称光天皇       | 101 称光天皇       | 101 称光天皇       | 101 称光天皇       |  |  |  |  |  |  |  |  |                       |                       |                       |                       |                       |                       |  |  |                         |                         |                         |                         |                         |                         |  |  |                         |                         |                         |                         |                         |                         |  |  |  |  |  |  |  |  |  |  |  |  |  |  |  |  |  |  |  |  |  |  |  |  |
| 102 後花園天皇                  | 102 後花園天皇                  | 102 後花園天皇                  | 102 後花園天皇                  | 102 後花園天皇                  | 102 後花園天皇                  |  |  | 貞常親王 〔伏見宮家〕 | 貞常親王 〔伏見宮家〕 | 貞常親王 〔伏見宮家〕 | 貞常親王 〔伏見宮家〕 | 貞常親王 〔伏見宮家〕 | 貞常親王 〔伏見宮家〕 |  |  | 101 称光天皇       | 101 称光天皇       | 101 称光天皇       | 101 称光天皇       | 101 称光天皇       | 101 称光天皇       |  |  |  |  |  |  |  |  |                       |                       |                       |                       |                       |                       |  |  |                         |                         |                         |                         |                         |                         |  |  |                         |                         |                         |                         |                         |                         |  |  |  |  |  |  |  |  |  |  |  |  |  |  |  |  |  |  |  |  |  |  |  |  |

## 関連作品
テレビドラマ
- 『太平記』（1991年 NHK大河ドラマ） 演：八神徳幸